# Еврейские кладбища в Ульяновске
Евре́йские кла́дбища в Ульяновске — сохранившиеся и уничтоженные иудейские захоронения в Ульяновске (Россия).
Старое Еврейское кладбище в г. Ульяновске, на улице Робеспьера, один из немногих сохранившихся исторических некрополей города. Земля под еврейское кладбище на северо-западной окраине города была отведена в 3-й четверти XIX в. Некрополь был закрыт для захоронений в августе 1972 г. На его территории сохранилось более 300 надгробных памятников последней четверти XIX — 3-й четверти XX вв., дом сторожа, деревянная постройка для проведения погребальных обрядов.

## Старое кладбище
Сформировавшаяся ещё в 1-й половине XIX в., еврейская община внесла свой яркий вклад в социально-экономическое и культурное развитие Симбирска-Ульяновска. С 1843 года на кладбище покоятся ремесленники, медики, педагоги, купцы, музыканты, юристы и военнослужащие.
Расположенный в живописном природном уголке, сохранившемся почти в центре развивающегося города, по склону Чёрного оврага, некрополь, увы, бесхозный и запущен. Территорию и надгробия поглощает стихийно разрастающаяся древесная растительность. Крыши на постройках провалены. Некоторые надгробия разбиты и осквернены вандалами. Другие разрушены воздействием времени и природных факторов.
3 августа 1991 года кладбище было подвергнуто вандализму.
Дополнительная информация о сохранённых захоронениях, истории еврейского некрополя и надгробиях размещена на цифровой мемориальной платформе «аГутэр Бэтэр».

## Новое кладбище
Сейчас на Северном кладбище, которое расположено на выезде из города в сторону Ишеевки, еврейской общине выделен участок. По данным каталогизации в рамках проекта «Ле Дор Ва Дор» в Ульяновске на этом участке захоронено 400 человек.

## Судьба еврейских кладбищ
В настоящее время у еврейской общины Ульяновска нет отдельного действующего кладбища.